# Ту-Боутс-Вилледж
Ту-Боутс-Вилледж (англ. Two Boats Village; также Ту-Боутс, Ту-Ботс) — деревня острова Вознесения у подножия Грин-Маунтин в 4,8 км от аэродрома Вайдавэйк.
По данным переписи населения 2008-го года в Ту-Боутс-Вилледж проживает 120 чел. В Ту-Боутс есть школа «Two Boats», которая является единственной на всём острове Вознесения.

## Этимология
В переводе с английского языка «two boats» означает «две лодки», а «village» — «деревня». Полностью название Ту-Боутс-Вилледж переводится как «Деревня двух лодок».

## История
Ту-Боутс-Вилледж была основана в XIX веке для обеспечивания тени для морских пехотинцев, перевозивших воду.

## Ближайшие населённые пункты к Ту-Боутс-Вилледж
- Трэвеллерс-Хилл, 1,9 км.
- Джорджтаун, 5,4 км.
- Кэт-Хилл, 8,1 км.

## Достопримечательности
В Ту-Боутс-Вилледж есть одноимённый клуб, «Two Boats», который сразу является и баром, и закусочной с живой музыкой. Ещё одной достопримечательностью Ту-Боутс-Вилледж является бассейн с пресной водой.